# Sofisti
Sofisti, filozofska škola koja djeluje u klasično doba starogrčke kulture, u 5. i 4. stoljeću pr. Kr. U središte proučavanja stavljaju čovjeka i antropološke filozofske probleme. Najpoznatiji predstavnik je Protagora (481. – 411.).

## Djelovanje
Javljaju se u 5. stoljeću prije Krista, osobito u Ateni, kad atenska robovlasnička demokracija dostiže svoj vrhunac. Veoma obrazovani, dobri govornici, sofisti izlaze iz zatvorenih škola na trgove i u javnost. Ne zastupajući jedinstven filozofski nazor, istražuju na različite načine duhovne čovjekove djelatnosti, njegovo mišljenje i htijenje. Bave se problemima psihologije, spoznajne teorije, etike, politike, retorike, dijalektike, lingvistike, religije i ekonomije, ostavljajući uglavnom po strani do tada vladajući interes za proučavanje prirode. Najčešće zauzimaju kritički i skeptički stav prema tradicionalnim oblicima života i mišljenja te problematiziraju gnoseološke i etičke pojmove istinitog, općevažnog i ispravnog.
Sofisti se međusobno razlikuju kako po znanju, izvornosti misli i istraživačkom duhu tako i po svojim moralnim i općeljudskim kvalitetama. Stariji sofisti u stvari su nositelji novog duha u grčkoj filozofiji, mlađi su uglavnom nastavljači, a često samo prazni retori koji su za novac prodavali znanje o tome kako se svaka stvar može braniti i napadati, potvrđivati i negirati.

## Pripadnici
Duhovni vođa sofistike i najoriginalniji mislilac njene starije faze jest Protagora iz Abdere. Čovjeka je stavio u središte filozofskog istraživanja i svojom poznatom izrekom "Čovjek je mjerilo svih stvari, onih koje jesu da jesu, a onih koje nisu da nisu" odredio osnovni stav sofista uopće. Gorgija iz Leonta; najveći retor među sofistima. Zastupao je neku vrstu spoznajno-teoretskog nihilizma svojim stavom :"Ništa ne postoji, a kad bi postojalo ne bi se dalo spoznati; konačno, i kad bi se spoznalo, ne bi se dalo priopćiti". Prodik iz Keja se bavi jezičnim problemima (sinonimika), a u etičkim nazorima ističe načelo rada (etika volje).
Hipija iz Elide je istaknuti polihistor, koji je prvi utvrdio suprotnost između prirode i zakona koji su po njemu djelo ljudskog dogovora ili konvencije. Kritija iz Atene raspravlja o podrijetlu religije i tvrdi da su bogove izmislili vladari da bi lakše vladali. Kalikle iz Aharne postavlja tezu prava jačega i smatra da je jedina razlika među ljudima razlika između jakih i slabih. Trazimah iz Halkedona u svom etičko-političkom učenju zastupa mišljenje da je pravednost korist jačega. Alkidamant iz Eleje ustaje protiv ropstva ("Nikoga priroda nije učinila robom"), dok je Likofron teoretičar države koji anticipira moderne teorije ugovora.

## Utjecaj
Sofističkom se relativizmu prvi radikalno suprotstavio Sokrat. Platon i Aristotel zauzeli su također negativan stav prema sofistima, te pod njihovim utjecajem riječ "sofist" poprima značenje prodavača lažne mudrosti. Takvo se mišljenje uglavnom zadržalo sve do romantizma, kada ih Hegel početkom 19. stoljeća odlučno rehabilitira i pozitivno valorizira njihov doprinos povijesti filozofije. Sofisti su svojim skepticizmom omogućili pojavu novijih strujanja u filozofiji i etici, razvili kritičko-ispitivački i znanstveni duh. Smatra ih se prvim prosvjetiteljima u povijesti čovječanstva.
Njihova djelatnost ima prvorazredno značenje za razvitak antičke demokracije i političke teorije uopće. Upravo su sofisti, za razliku od shvaćanja raznih mudraca Orijenta, prvi koji su društvene zakone smatrali ljudskim djelom, poduzeli njihovo najsvestranije ispitivanje prema mjeri samog čovjeka i razvili svijest o potrebi da svi ljudi politički djeluju.